# Tjautjas
Tjautjas, nordsamisch Čavččas(jávri), ist ein Ort (Tätort) in der nordschwedischen Provinz Norrbottens län und der historischen Provinz Lappland, nördlich des Polarkreises.
Der Ort in der Gemeinde Gällivare liegt etwa zwanzig Kilometer nordöstlich von Koskullskulle. Er ist durch den sekundären Länsväg BD 860 über Koskullskulle mit Gällivare verbunden. Tjautjas liegt am Ufer des Sees Tjautjasjaure.
Die Einwohnerentwicklung von Tjautjas ist im Gegensatz zu vielen anderen nordschwedischen Orten nicht rückläufig. Während der Ort zuvor als Småort gelistet war, wurde er 2005 erstmals in die Liste der Tätorte aufgenommen.